# الکساندرا شلتون
الکساندرا شلتون (انگلیسی: Aleksandra Shelton؛ زادهٔ ۳۰ مارس ۱۹۸۲) شمشیرباز اهل لهستان است.